# Órbita de transferência de Hohmann

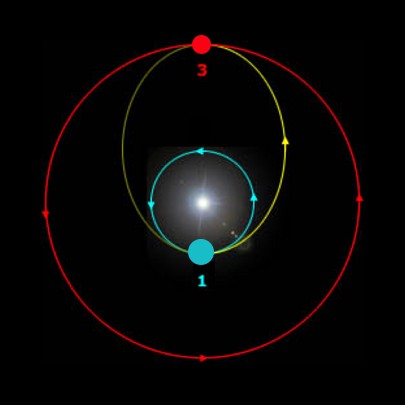
Órbita de transferência de Hohmann (amarelo): Terra → Marte. Órbita da Terra indicada por (1) e de Marte por (3)

Em astrodinâmica, a órbita de transferência de Hohmann é uma órbita elíptica usada para transferir um veículo entre duas órbitas circulares de diferentes altitudes no mesmo plano geométrico.
A manobra orbital para executar a transferência de Hohmann usa dois impulsos: um para transferir a espaçonave para a órbita de transferência e um segundo para sair dela. Esta manobra foi batizada em homenagem a Walter Hohmann, cientista alemão que publicou uma descrição desta manobra no seu livro Die Erreichbarkeit der Himmelskörper (A acessibilidade de Corpos Celestes).
Hohmann foi em parte influenciado pelo autor de ficção científica alemão Kurd Lasswitz e seu livro de 1897, Two Planets.[carece de fontes?]